# Derry (Pennsilvània)
Derry és una població dels Estats Units a l'estat de Pennsilvània. Segons el cens del 2000 tenia 2.991 habitants.

## Demografia
Segons el cens del 2000, Derry tenia 2.991 habitants, 1.235 habitatges, i 824 famílies. La densitat de població era de 1.425,7 habitants per quilòmetre quadrat.
Dels 1.235 habitatges en un 29,6% hi vivien nens de menys de 18 anys, en un 48,7% hi vivien parelles casades, en un 14,4% dones solteres, i en un 33,2% no eren unitats familiars. En el 29,6% dels habitatges hi vivien persones soles el 17,2% de les quals corresponia a persones de 65 anys o més que vivien soles. El nombre mitjà de persones vivint en cada habitatge era de 2,41 i el nombre mitjà de persones que vivien en cada família era de 2,97.
Per edats la població es repartia de la següent manera: un 24,1% tenia menys de 18 anys, un 6,8% entre 18 i 24, un 28,6% entre 25 i 44, un 21,7% de 45 a 60 i un 18,8% 65 anys o més.
L'edat mediana era de 40 anys. Per cada 100 dones de 18 o més anys hi havia 87,1 homes.
La renda mediana per habitatge era de 29.785 $ i la renda mediana per família de 37.585 $. Els homes tenien una renda mediana de 28.641 $ mentre que les dones 21.929 $. La renda per capita de la població era de 15.671 $. Entorn del 10,4% de les famílies i el 12,4% de la població estaven per davall del llindar de pobresa.

## Poblacions més properes
El següent diagrama mostra les poblacions més properes.